# Retinopatia
Impiegato soprattutto nel campo medico-oculistico, il termine retinopatia indica qualunque malattia o disturbo della retina.

## Tipologia
Esistono molte forme di retinopatia:
- Retinopatia del prematuro, indicata anche con l'acronimo ROP
- Retinopatia diabetica, una delle complicanze del diabete mellito
- Retinopatia ipertensiva
- Retinopatia pigmentosa
- Retinopatia sierosa centrale
- Retinopatia miopica
- Retinopatia solare